# Лазаревський Михайло Анатолійович
Михайло Анатолійович Лазар́евський (рос. Михаил Анатольевич Лазаревский; 13 листопада 1896, Смоленськ — 13 вересня 1971, Новочеркаськ) — радянський вчений в області ампелографії, селекції та біології винограду. Доктор сільськогосподарських наук з 1962 року, професор з 1966 року.

## Біографія
Народився 13 листопада 1896 року в місті Смоленську. 1926 року закінчив Московську сільськогосподарську академію імені К. А. Тимірязєва. У 1927—1934 роках на науковій роботі в Нікітському ботанічному саду, у 1934—1937 роках в Закавказькому науково-дослідному інституті виноградарства і виноробства в Тбілісі. З 1937 року завідувач відділом селекції і сортовивчення Всеросійського науково-дослідного інституту виноградарства і виноробства імені Я. І. Потапенка в Новочеркаську. 1941 року захистив кандидатську дисертацію.
Помер в Новочеркаську 13 вересня 1971 року.

## Наукова діяльність
Розробив методи первинного вивчення і державного випробування сортів винограду, сортового районування. Співавтор 8 нових районованих сортів винограду столового напрямку. Автор 127 наукових робіт. Серед них:
- Методы ботанического описания и агробиологического изучения сортов винограда. — В кн.: Ампелография СССР. М., 1946, т. 1;
- Сорта винограда. — М., 1959;
- Роль тепла в жизни европейской виноградной лозы. — Ростов н/Д., 1961;
- Изучение сортов винограда. — Ростов н/Д., 1963;
- Сорта винограда на Северном Кавказе. — Ростов н/Д., 1965 (у співавторстві).